# 8710 Hawley
För andra betydelser, se Hawley.
8710 Hawley eller 1994 JK9 är en asteroid i huvudbältet som upptäcktes 15 maj 1994 av den amerikanske astronomen Charles P. de Saint-Aignan vid Palomar-observatoriet. Den är uppkallad efter Walter N. Hawley, vän till upptäckaren.
Asteroiden har en diameter på ungefär 11 kilometer.